# Behren-lès-Forbach
Behren-lès-Forbach (fràncic lorenès Bäre) és un municipi francès situat al departament del Mosel·la i a la regió del Gran Est. L'any 2007 tenia 8.781 habitants.

## Demografia

### Població
El 2007 la població de fet de Behren-lès-Forbach era de 8.781 persones. Hi havia 3.175 famílies, de les quals 869 eren unipersonals (371 homes vivint sols i 498 dones vivint soles), 714 parelles sense fills, 1.177 parelles amb fills i 415 famílies monoparentals amb fills.
La població ha evolucionat segons el següent gràfic:
Habitants censats

### Habitatges
El 2007 hi havia 3.500 habitatges, 3.259 eren l'habitatge principal de la família, 1 era una segona residència i 240 estaven desocupats. 497 eren cases i 2.891 eren apartaments. Dels 3.259 habitatges principals, 465 estaven ocupats pels seus propietaris, 1.625 estaven llogats i ocupats pels llogaters i 1.169 estaven cedits a títol gratuït; 76 tenien una cambra, 161 en tenien dues, 1.143 en tenien tres, 1.115 en tenien quatre i 764 en tenien cinc o més. 929 habitatges disposaven pel capbaix d'una plaça de pàrquing. A 1.512 habitatges hi havia un automòbil i a 776 n'hi havia dos o més.

### Piràmide de població
La piràmide de població per edats i sexe el 2009 era:
| Homes | Edats   | Dones |
| ----- | ------- | ----- |
| 0     | 95 o +  | 0     |
| 0     | 90 a 94 | 8     |
| 4     | 85 a 89 | 20    |
| 40    | 80 a 84 | 60    |
| 164   | 75 a 79 | 192   |
| 212   | 70 a 74 | 228   |
| 204   | 65 a 69 | 268   |
| 144   | 60 a 64 | 216   |
| 156   | 55 a 59 | 168   |
| 272   | 50 a 54 | 204   |
| 404   | 45 a 49 | 344   |
| 340   | 40 a 44 | 436   |
| 356   | 35 a 39 | 472   |
| 328   | 30 a 34 | 344   |
| 296   | 25 a 29 | 284   |
| 352   | 20 a 24 | 236   |
| 440   | 15 a 19 | 492   |
| 548   | 10 a 14 | 484   |
| 380   | 5 a 9   | 424   |
| 260   | 0 a 4   | 264   |

## Economia
El 2007 la població en edat de treballar era de 5.673 persones, 3.051 eren actives i 2.622 eren inactives. De les 3.051 persones actives 2.273 estaven ocupades (1.270 homes i 1.003 dones) i 778 estaven aturades (445 homes i 333 dones). De les 2.622 persones inactives 511 estaven jubilades, 742 estaven estudiant i 1.369 estaven classificades com a «altres inactius».

### Ingressos
El 2009 a Behren-lès-Forbach hi havia 3.078 unitats fiscals que integraven 8.386,5 persones, la mediana anual d'ingressos fiscals per persona era de 10.545 €.

### Activitats econòmiques
Dels 167 establiments que hi havia el 2007, 1 era d'una empresa extractiva, 7 d'empreses alimentàries, 5 d'empreses de fabricació d'altres productes industrials, 29 d'empreses de construcció, 51 d'empreses de comerç i reparació d'automòbils, 6 d'empreses de transport, 7 d'empreses d'hostatgeria i restauració, 4 d'empreses d'informació i comunicació, 7 d'empreses financeres, 6 d'empreses immobiliàries, 7 d'empreses de serveis, 27 d'entitats de l'administració pública i 10 d'empreses classificades com a «altres activitats de serveis».
Dels 45 establiments de servei als particulars que hi havia el 2009, 1 era una gendarmeria, 1 oficina de correu, 3 oficines bancàries, 2 funeràries, 3 tallers de reparació d'automòbils i de material agrícola, 7 paletes, 11 guixaires pintors, 5 lampisteries, 2 electricistes, 1 empresa de construcció, 4 perruqueries, 2 restaurants, 1 agència immobiliària i 2 salons de bellesa.
Dels 18 establiments comercials que hi havia el 2009, 1 era un hipermercat, 1 una gran superfície de material de bricolatge, 4 botiges de menys de 120 m², 6 fleques, 2 carnisseries, 1 una peixateria, 1 una botiga de material de revestiment de parets i terra i 2 floristeries.
L'any 2000 a Behren-lès-Forbach hi havia 3 explotacions agrícoles.

## Equipaments sanitaris i escolars
El 2009 hi havia 2 centres de salut i 2 farmàcies.
El 2009 hi havia 1 escola maternal i 4 escoles elementals. A Behren-lès-Forbach hi havia 1 col·legi d'educació secundària i 1 liceu tecnològic. Als col·legis d'educació secundària hi havia 378 alumnes i als liceus tecnològics 170.

## Poblacions més properes
El següent diagrama mostra les poblacions més properes.